# Cruz Verde Maya
La Cruz Verde Maya fue un elemento de amalgamiento que unió la religión maya con la religión cristiana. La cruz es un símbolo que se ha encontrado presente en la cultura Maya desde el Clásico Posterior, así que cuando los misioneros y religiosos franciscanos empezaron a evangelizar la península de Yucatán en 1546 fue sencillo que los indígenas mayas se identificaran con este símbolo religioso del cristianismo.
También, la cruz fue un símbolo de gran importancia en la Guerra de Castas durante 1847 a 1901, esta fue tomada como un objeto oracular y aliciente para mantenerse en lucha. Esta cruz es a menudo conocida como la Cruz Parlante y su significado es distinto al de la Cruz Verde.
En la actualidad, la Cruz Verde es un elemento cotidiano en los cristianos de origen maya. Podemos encontrarla en los altares de muertos el 1 de noviembre y 2 de noviembre durante las celebraciones del Día de Muertos, así como en los hogares mayenses.

Representación iconográfica de la vista superior de la lápida del sarcófago del Señor Pakal.

## Origen de la cruz en la Cultura Maya
Existen dos interpretaciones de las cruces en el mundo maya prehispánico. La primera ve a la cruz como una representación del árbol del mundo, árbol de la vida o ceiba. Este árbol es el centro del universo, es símbolo de la muerte como inicio de la vida y es por este árbol que las almas de los muertos pasan al inframundo. Podemos encontrar la representación de la cruz como árbol de la vida en la ciudad antigua de Palenque sobre la tapa del Señor Pacal.
La segunda interpretación de la cruz simboliza a la planta del maíz. El maíz fue un alimento base para la cultura maya, es por eso que se encuentran cruces en forma de una planta de maíz antropomórfica. Estas están relacionadas con el dios de la lluvia, pues se necesitan lluvias para el cultivo. Un ejemplo de estas cruces se encuentra en el templo del dios Ahulneb, en la isla de Cozumel, Quintana Roo.

## Significado de la Cruz Verde
La Cruz Verde Maya está elaborada de madera y está pintada de un color azul-verde. La madera empleada en su construcción la relaciona con los árboles, pues para los mayas los significados de madera y árbol son inseparables (Ambos se conocen con la palabra che’). Así las cruces hechas de madera comparten el significado de árbol. Las cruces son pintadas de un color azul-verde que significa centralidad y las refieren así como “árbol verde”. Los mayas pintaron las cruces de este color pues ellos conciben a la cruz como algo vivo (en maya, kuxa’an).
La Cruz Verde Maya no cuenta con elementos del cuerpo de Cristo o de la Pasión como las cruces cristianas tradicionales. Esto se debe a que no se quería que los mayas relacionaron las llagas abiertas y sangre con sacrificios antiguos. También se buscaba facilitar la catequesis y evitar que las cruces fueran profanadas durante la noche.